# Beleidsplan Ruimte Vlaanderen
Het Beleidsplan Ruimte Vlaanderen (BRV), ook de bouwshift genoemd, is een beleidsplan van de Vlaamse Regering inzake ruimtelijke ordening dat moet verhinderen dat er tegen 2040 nog open ruimte verdwijnt in Vlaanderen. Het plan is de opvolger van het Ruimtelijk Structuurplan Vlaanderen.

## Voorgeschiedenis
Op 28 januari 2011 startte de Vlaamse Regering de opmaak van een nieuw Beleidsplan Ruimte Vlaanderen. In 2012 kwam er het Groenboek BRV als “basis voor het maatschappelijk debat”. Die basisprincipes werden in 2014-2015 door 10 gebiedswerkgroepen aan de hand van concrete vraagstukken getest. Hun bevindingen werden verwerkt in het Witboek BRV met de krachtlijnen voor het toekomstig ruimtelijk beleid.

## Eerste plan: de betonstop (2016)
Begin december 2016 stelde de Vlaamse Regering op basis van het Witboek BRV een strategisch plan voor om vanaf 2040 niet meer op nieuwe stukken grond te bouwen, maar alleen nog op de al ingenomen ruimte. In de pers werd dat plan de betonstop genoemd. Het plan beoogde niet zozeer een bouwstop, wel een andere manier van ruimtelijk ordenen, meer bepaald “verkerning”: dichter bij elkaar bouwen, in dorpskernen, in steden en bij knooppunten van het openbaar vervoer.

## Tweede plan: de bouwshift (vanaf 2018)
De Vlaamse Regering keurde op 20 juli 2018 de Strategische Visie van het Beleidsplan Ruimte Vlaanderen (BRV) goed. In 2020 bereikten de meerderheidspartijen een akkoord over deze bouwshift. Dat plan kreeg meteen al forse kritiek van experten, gemeentebesturen en de oppositie, omdat gevreesd werd dat de compensatie die voorzien is voor grondeigenaars wel eens erg duur zou kunnen uitvallen. Het plan, dat in februari 2022 werd geconcretiseerd in een “Conceptnota Plan van Aanpak”, werd nadien nog bijgestuurd, en in mei 2023 voor het parlement gebracht.
Ook in Wallonië wil de regering vanaf 2050 een bouwstop in open ruimte doorvoeren, en een halve verdichting tegen 2025.